# Дарня
Дарня — река в России, протекает в Ржевском районе Тверской области, исток в Старицком районе. Устье реки находится в 4 км по левому берегу реки Мерзкая напротив деревни Власово Сельского поселения Успенское. Высота устья — 187 м над уровнем моря. Длина реки составляет 14 км.
На реке стоит бывшая деревня Слинькино и деревня Маслово Сельского поселения Успенское Ржевского района.

## Данные водного реестра
По данным государственного водного реестра России относится к Верхневолжскому бассейновому округу, водохозяйственный участок реки — Волга от Верхневолжского бейшлота до города Зубцов, без реки Вазуза от истока до Зубцовского гидроузла, речной подбассейн реки — бассейны притоков (Верхней) Волги до Рыбинского водохранилища. Речной бассейн реки — (Верхняя) Волга до Куйбышевского водохранилища (без бассейна Оки).
Код объекта в государственном водном реестре — 08010100412110000000892.